# Тур WTA 2022

Тур WTA 2022 — елітний професійний цикл тенісних змагань, організований Жіночою тенісною асоціацією (WTA) в сезоні 2022 року. Календар Туру включав турніри Великого шолома (під опікою Міжнародної тенісної федерації  (ITF)), турніри WTA 1000, турніри WTA 500, турніри WTA 250, Кубок Біллі Джин Кінг (організований ITF), та завершальні турніри року (чемпіонат WTA та WTA Elite Trophy).
1 грудня 2021 року президент WTA Стів Саймон оголосив, що всі турніри які повинні були розіграні 2022 року в КНР and Гонконзі призупинено, через занепокоєння щодо безпеки та добробуту тенісистки Пен Шуай після її звинувачень на адресу високопоставленого діяча  Комуністичної партії Китаю.
У рамках реакції міжнародного спорту на вторгнення Росії в Україну, WTA, ATP, ITF та чотири турніри Великого шолома спільно оголосили, що гравцям з Білорусі та Росії не буде дозволено грати під назвою та прапором їхніх країн, але вони залишатимуться право на участь у турнірах до подальшого повідомлення.

## Календар
Нижче наведено розклад турнірів у календарі 2022 року.
Легенда
| Турніри Великого шолома  |
| Підсумковий турнір року  |
| WTA 1000 (Обов'язкові)   |
| WTA 1000 (Необов'язкові) |
| WTA 500                  |
| WTA 250                  |
| Командні змагання        |

### Січень
| Тиждень           | Турнір | Чемпіонка                                                | Фіналістка                            | Півфіналістки                   | Чвертьфіналістки                                                     |
| ----------------- | --- | -------------------------------------------------------- | ------------------------------------- | ------------------------------- | -------------------------------------------------------------------- |
| 3 січня           | Adelaide International 1 Аделаїда, Австралія WTA 500 $703,580 – Тверде – 30S/24Q/16D Одиночний розряд – Парний розряд                        | Ешлі Барті 6–3, 6–2                                      | Олена Рибакіна                        | Іга Свьонтек Дой Місакі         | Софія Кенін Вікторія Азаренко Шелбі Роджерс Кайя Юван                |
| 3 січня           | Adelaide International 1 Аделаїда, Австралія WTA 500 $703,580 – Тверде – 30S/24Q/16D Одиночний розряд – Парний розряд                        | Ешлі Барті Сторм Сендерз 6–1, 6–4                        | Дарія Юрак Андрея Клепач              | Іга Свьонтек Дой Місакі         | Софія Кенін Вікторія Азаренко Шелбі Роджерс Кайя Юван                |
| 3 січня           | Melbourne Summer Set 1 Мельбурн, Австралія WTA 250 $239,477 – Тверде – 32S/24Q/16D Одиночний розряд – Парний розряд                          | Сімона Халеп 6–2, 6–3                                    | Вероніка Кудерметова                  | Осака Наомі Zheng Qinwen        | Андреа Петкович Анастасія Потапова Ана Конюх Вікторія Голубич        |
| 3 січня           | Melbourne Summer Set 1 Мельбурн, Австралія WTA 250 $239,477 – Тверде – 32S/24Q/16D Одиночний розряд – Парний розряд                          | Ейжа Мугаммад Джессіка Пегула 6–3, 6–1                   | Сара Еррані Жасмін Паоліні            | Осака Наомі Zheng Qinwen        | Андреа Петкович Анастасія Потапова Ана Конюх Вікторія Голубич        |
| 3 січня           | Melbourne Summer Set 2 Мельбурн, Австралія WTA 250 $239,477 – Тверде – 32S/24Q/16D Одиночний розряд – Парний розряд                          | Аманда Анісімова 7–5, 1–6, 6–4                           | Олександра Саснович                   | Дарія Касаткіна Енн Лі          | Ірина-Камелія Бегу Нурія Паррісас-Діас Камілла Рахімова Клара Таусон |
| 3 січня           | Melbourne Summer Set 2 Мельбурн, Австралія WTA 250 $239,477 – Тверде – 32S/24Q/16D Одиночний розряд – Парний розряд                          | Бернарда Пера Катержина Сінякова 6–2, 6–7(7–9), [10–5]   | Тереза Мартінцова Маяр Шеріф          | Дарія Касаткіна Енн Лі          | Ірина-Камелія Бегу Нурія Паррісас-Діас Камілла Рахімова Клара Таусон |
| 10 січня          | Sydney International Сідней, Австралія WTA 500 $703,580 – Тверде – 30S/24Q/16D Одиночний розряд – Парний розряд                              | Паула Бадоса 6–3, 4–6, 7–6(7–4)                          | Барбора Крейчикова                    | Анетт Контавейт Дарія Касаткіна | Каролін Гарсія Унс Джабір Белінда Бенчич Гарбінє Мугуруса            |
| 10 січня          | Sydney International Сідней, Австралія WTA 500 $703,580 – Тверде – 30S/24Q/16D Одиночний розряд – Парний розряд                              | Anna Danilina Беатріс Аддад Майя 4–6, 7–5, [10–8]        | Вівіан Гайзен Панна Удварді           | Анетт Контавейт Дарія Касаткіна | Каролін Гарсія Унс Джабір Белінда Бенчич Гарбінє Мугуруса            |
| 10 січня          | Adelaide International 2 Аделаїда, Австралія WTA 250 $239,477 – Тверде – 32S/24Q/16D Одиночний розряд – Парний розряд                        | Медісон Кіз 6–1, 6–2                                     | Алісон Ріск                           | Тамара Зіданшек Корі Гофф       | Медісон Бренгл Лорен Девіс Ана Конюх Людмила Самсонова               |
| 10 січня          | Adelaide International 2 Аделаїда, Австралія WTA 250 $239,477 – Тверде – 32S/24Q/16D Одиночний розряд – Парний розряд                        | Ходзумі Ері Ніномія Макото 1–6, 7–6(7–4), [10–7]         | Тереза Мартінцова Маркета Вондроушова | Тамара Зіданшек Корі Гофф       | Медісон Бренгл Лорен Девіс Ана Конюх Людмила Самсонова               |
| 17 січня 24 січня | Відкритий чемпіонат Австралії з тенісу Мельбурн, Австралія Великий шолом Тверде – 128S/128Q/64D/32X Одиночний розряд – Парний розряд – Мікст | Ешлі Барті 6–3, 7–6(7–2)                                 | Деніел Коллінз                        | Медісон Кіз Іга Свьонтек        | Джессіка Пегула Барбора Крейчикова Алізе Корне Кая Канепі            |
| 17 січня 24 січня | Відкритий чемпіонат Австралії з тенісу Мельбурн, Австралія Великий шолом Тверде – 128S/128Q/64D/32X Одиночний розряд – Парний розряд – Мікст | Барбора Крейчикова Катержина Сінякова 6–7(3–7), 6–4, 6–4 | Anna Danilina Беатріс Аддад Майя      | Медісон Кіз Іга Свьонтек        | Джессіка Пегула Барбора Крейчикова Алізе Корне Кая Канепі            |
| 17 січня 24 січня | Відкритий чемпіонат Австралії з тенісу Мельбурн, Австралія Великий шолом Тверде – 128S/128Q/64D/32X Одиночний розряд – Парний розряд – Мікст | Крістіна Младенович Іван Додіг 6–3, 6–4                  | Джеймі Форліс Джейсон Кублер          | Медісон Кіз Іга Свьонтек        | Джессіка Пегула Барбора Крейчикова Алізе Корне Кая Канепі            |
| 31 січня          | Не заплановано турнірів | Не заплановано турнірів                                  | Не заплановано турнірів               | Не заплановано турнірів         | Не заплановано турнірів                                              |

### Лютий
| Тиждень   | Турнір | Чемпіонка                                           | Фіналістка                         | Півфіналістки                          | Чвертьфіналістки                                                                       |
| --------- | --- | --------------------------------------------------- | ---------------------------------- | -------------------------------------- | -------------------------------------------------------------------------------------- |
| 7 лютого  | St. Petersburg Ladies' Trophy Санкт-Петербург, Росія WTA 500 $703,580 – Тверде (i) – 32S/32Q/16D Одиночний розряд – Парний розряд | Анетт Контавейт 5–7, 7–6(7–4), 7–5                  | Марія Саккарі                      | Ірина-Камелія Бегу Олена Остапенко     | Елісе Мертенс Тереза Мартінцова Олександра Саснович Белінда Бенчич                     |
| 7 лютого  | St. Petersburg Ladies' Trophy Санкт-Петербург, Росія WTA 500 $703,580 – Тверде (i) – 32S/32Q/16D Одиночний розряд – Парний розряд | Ганна Калінська Кеті Макнеллі 6–3, 6–7(5–7), [10–4] | Аліція Росольська Ерін Рутліфф     | Ірина-Камелія Бегу Олена Остапенко     | Елісе Мертенс Тереза Мартінцова Олександра Саснович Белінда Бенчич                     |
| 14 лютого | Dubai Tennis Championships Дубай, ОАЕ WTA 500 $703,580 – Тверде – 32S/48Q/16D Одиночний розряд – Парний розряд                    | Олена Остапенко 6–0, 6–4                            | Вероніка Кудерметова               | Сімона Халеп Маркета Вондроушова       | Петра Квітова Унс Джабір Джил Тайхманн Даяна Ястремська                                |
| 14 лютого | Dubai Tennis Championships Дубай, ОАЕ WTA 500 $703,580 – Тверде – 32S/48Q/16D Одиночний розряд – Парний розряд                    | Вероніка Кудерметова Елісе Мертенс 6–1, 6–3         | Людмила Кіченок Олена Остапенко    | Сімона Халеп Маркета Вондроушова       | Петра Квітова Унс Джабір Джил Тайхманн Даяна Ястремська                                |
| 21 лютого | Qatar Ladies Open Доха, Катар WTA 1000 (Non-mandatory) Тверде – 56S/32Q/28D Одиночний розряд – Парний розряд                      | Іга Свьонтек 6–2, 6–0                               | Анетт Контавейт                    | Марія Саккарі Олена Остапенко          | Аріна Соболенко Корі Гофф Унс Джабір Гарбінє Мугуруса                                  |
| 21 лютого | Qatar Ladies Open Доха, Катар WTA 1000 (Non-mandatory) Тверде – 56S/32Q/28D Одиночний розряд – Парний розряд                      | Корі Гофф Джессіка Пегула 3–6, 7–5, [10–5]          | Вероніка Кудерметова Елісе Мертенс | Марія Саккарі Олена Остапенко          | Аріна Соболенко Корі Гофф Унс Джабір Гарбінє Мугуруса                                  |
| 21 лютого | Abierto Zapopan Гвадалахара (Мексика), Мексика WTA 250 – Тверде – 32S/24Q/16D Одиночний розряд – Парний розряд                    | Слоун Стівенс 7–5, 1–6, 6–2                         | Марія Бузкова                      | Ганна Калінська Ван Цян                | Дар'я Гаврилова Марія Каміла Осоріо Серрано Сара Соррібес Тормо Анна Кароліна Шмідлова |
| 21 лютого | Abierto Zapopan Гвадалахара (Мексика), Мексика WTA 250 – Тверде – 32S/24Q/16D Одиночний розряд – Парний розряд                    | Кейтлін Крістіан Лідія Морозова 7–5, 6–3            | Ван Сіню Чжу Лінь                  | Ганна Калінська Ван Цян                | Дар'я Гаврилова Марія Каміла Осоріо Серрано Сара Соррібес Тормо Анна Кароліна Шмідлова |
| 28 лютого | WTA Lyon Open Ліон, Франція WTA 250 – Тверде (i) – 32S/24Q/16D Одиночний розряд – Парний розряд                                   | Чжан Шуай 3–6, 6–3, 6–4                             | Даяна Ястремська                   | Каролін Гарсія Сорана Кирстя           | Алісон ван Ейтванк · Віталія Дяченко · Жасмін Паоліні · Анна Бондар                    |
| 28 лютого | WTA Lyon Open Ліон, Франція WTA 250 – Тверде (i) – 32S/24Q/16D Одиночний розряд – Парний розряд                                   | Лаура Зігемунд · Віра Звонарьова · 7–5, 6–1         | Алісія Барнетт Олівія Ніколлс      | Каролін Гарсія Сорана Кирстя           | Алісон ван Ейтванк · Віталія Дяченко · Жасмін Паоліні · Анна Бондар                    |
| 28 лютого | Monterrey Open Монтеррей, Мексика WTA 250 – Тверде – 32S/24Q/16D Одиночний розряд – Парний розряд                                 | Лейла Анні Фернандес 6–7(5–7), 6–4, 7–6(7–3)        | Марія Каміла Осоріо Серрано        | Нурія Паррісас-Діас Беатріс Аддад Майя | Еліна Світоліна Сара Соррібес Тормо Марія Бузкова Ван Цян                              |
| 28 лютого | Monterrey Open Монтеррей, Мексика WTA 250 – Тверде – 32S/24Q/16D Одиночний розряд – Парний розряд                                 | Кетрін Гаррісон Сабріна Сантамарія 1–6, 7–5, [10–6] | Хань Сіньюнь · Яна Сізікова        | Нурія Паррісас-Діас Беатріс Аддад Майя | Еліна Світоліна Сара Соррібес Тормо Марія Бузкова Ван Цян                              |

### Березень
| Тиждень               | Турнір | Чемпіонка                                        | Фіналістка                           | Півфіналістки                  | Чвертьфіналістки                                                   |
| --------------------- | --- | ------------------------------------------------ | ------------------------------------ | ------------------------------ | ------------------------------------------------------------------ |
| 7 березня 14 березня  | Мастерс Індіан-Веллс Індіан-Веллс (Каліфорнія), США WTA 1000 (Mandatory) $8,369,455 – Тверде – 96S/48Q/32D Одиночний розряд – Парний розряд | Іга Свьонтек 6–4, 6–1                            | Марія Саккарі                        | Сімона Халеп Паула Бадоса      | Петра Мартич · Медісон Кіз · Вероніка Кудерметова · Олена Рибакіна |
| 7 березня 14 березня  | Мастерс Індіан-Веллс Індіан-Веллс (Каліфорнія), США WTA 1000 (Mandatory) $8,369,455 – Тверде – 96S/48Q/32D Одиночний розряд – Парний розряд | Сюй Їфань Ян Чжаосюань 7–5, 7–6(7–4)             | Ейжа Мугаммад Ена Сібахара           | Сімона Халеп Паула Бадоса      | Петра Мартич · Медісон Кіз · Вероніка Кудерметова · Олена Рибакіна |
| 21 березня 28 березня | Miami Open Маямі-Гарденс, США WTA 1000 (Mandatory) $8,369,455 – Тверде – 96S/48Q/32D Одиночний розряд – Парний розряд                       | Іга Свьонтек 6–4, 6–0                            | Осака Наомі                          | Белінда Бенчич Джессіка Пегула | Дар'я Гаврилова Деніел Коллінз Паула Бадоса Петра Квітова          |
| 21 березня 28 березня | Miami Open Маямі-Гарденс, США WTA 1000 (Mandatory) $8,369,455 – Тверде – 96S/48Q/32D Одиночний розряд – Парний розряд                       | Лаура Зігемунд · Віра Звонарьова · 7–6(7–3), 7–5 | Вероніка Кудерметова · Елісе Мертенс | Белінда Бенчич Джессіка Пегула | Дар'я Гаврилова Деніел Коллінз Паула Бадоса Петра Квітова          |

### Квітень
| Тиждень            | Турнір | Чемпіонка | Фіналістка                                                                                                | Півфіналістки                                  | Чвертьфіналістки                                                    |
| ------------------ | --- | --- | --- | ---------------------------------------------- | ------------------------------------------------------------------- |
| 4 квітня           | Charleston Open Чарлстон, США WTA 500 $888,636 – Ґрунт – 56S/32Q/16D Одиночний розряд – Парний розряд | Белінда Бенчич 6–1, 5–7, 6–4 | Унс Джабір                                                                                                | Аманда Анісімова · Катерина Олександрова       | Коко Вандевей Ангеліна Калініна Магда Лінетт Паула Бадоса           |
| 4 квітня           | Charleston Open Чарлстон, США WTA 500 $888,636 – Ґрунт – 56S/32Q/16D Одиночний розряд – Парний розряд | Андрея Клепач Магда Лінетт 6–2, 4–6, [10–7] | Луціє Градецька Саня Мірза                                                                                | Аманда Анісімова · Катерина Олександрова       | Коко Вандевей Ангеліна Калініна Магда Лінетт Паула Бадоса           |
| 4 квітня           | Copa Colsanitas Богота, Колумбія WTA 250 $239,477 – Ґрунт (Red) – 32S/24Q/16D Одиночний розряд – Парний розряд | Татьяна Марія 6–3, 4–6, 6–2 | Лаура Пігоссі                                                                                             | Марія Каміла Осоріо Серрано · Камілла Рахімова | Elina Avanesyan · Даяна Ястремська · Мір'ям Б'єрклунд · Ірина Бара  |
| 4 квітня           | Copa Colsanitas Богота, Колумбія WTA 250 $239,477 – Ґрунт (Red) – 32S/24Q/16D Одиночний розряд – Парний розряд | Астра Шарма Алділа Сутдж'яді 4–6, 6–4, [11–9] | Еміна Бектас Тара Мур                                                                                     | Марія Каміла Осоріо Серрано · Камілла Рахімова | Elina Avanesyan · Даяна Ястремська · Мір'ям Б'єрклунд · Ірина Бара  |
| 11 квітня          | Кубок Біллі Джин Кінг, кваліфікація Альгеро, Італія – Тверде Ешвілл, США – Тверде (i) Прага, Чехія – Ґрунт Анталія, Туреччина Нур-Султан, Казахстан – Ґрунт (i) Ванкувер, Канада – Тверде (i) Гертогенбос, Нід. Ант. острови – Ґрунт (i) Радом, Польща – Тверде (i) | Переможці · - Італія, 3–1 - Сполучені Штати Америки, 3–2 - Чехія, 3–2 · Бельгія, Walkover - Казахстан, 3–1 - Канада, 4–0 · Іспанія, 4–0 · Польща, 4–0 | Переможені · - Франція - Україна - Велика Британія - Білорусь - Німеччина - Латвія - Нідерланди - Румунія |                                                |                                                                     |
| 18 квітня          | Stuttgart Open Штутгарт, Німеччина WTA 500 $757,900 – Ґрунт (Red) (i) – 28S/16Q/16D Одиночний розряд – Парний розряд | Іга Свьонтек 6–2, 6–2 | Аріна Соболенко                                                                                           | Людмила Самсонова · Паула Бадоса               | Емма Радукану Лаура Зігемунд Анетт Контавейт Унс Джабір             |
| 18 квітня          | Stuttgart Open Штутгарт, Німеччина WTA 500 $757,900 – Ґрунт (Red) (i) – 28S/16Q/16D Одиночний розряд – Парний розряд | Дезіре Кравчик Демі Схюрс 6–3, 6–4 | Корі Гофф Чжан Шуай                                                                                       | Людмила Самсонова · Паула Бадоса               | Емма Радукану Лаура Зігемунд Анетт Контавейт Унс Джабір             |
| 18 квітня          | İstanbul Cup Стамбул, Туреччина WTA 250 $239,477 – Ґрунт (Red) – 32S/24Q/16D Одиночний розряд – Парний розряд | Анастасія Потапова · 6–3, 6–1 | Вероніка Кудерметова                                                                                      | Юлія Путінцева Сорана Кирстя                   | Айла Том'янович Сара Соррібес Тормо Анна Бондар Юлія Грабер         |
| 18 квітня          | İstanbul Cup Стамбул, Туреччина WTA 250 $239,477 – Ґрунт (Red) – 32S/24Q/16D Одиночний розряд – Парний розряд | Марія Бузкова Сара Соррібес Тормо 6–3, 6–4 | Натела Дзаламідзе · Камілла Рахімова                                                                      | Юлія Путінцева Сорана Кирстя                   | Айла Том'янович Сара Соррібес Тормо Анна Бондар Юлія Грабер         |
| 25 квітня 2 травня | Мастерс Мадрид Мадрид, Іспанія WTA 1000 (Mandatory) $6,575,560 – Ґрунт (Red) – 64S/48Q/30D Одиночний розряд – Парний розряд | Унс Джабір 7–5, 0–6, 6–2 | Джессіка Пегула                                                                                           | Джил Тайхманн · Катерина Олександрова          | Ангеліна Калініна Сара Соррібес Тормо Аманда Анісімова Сімона Халеп |
| 25 квітня 2 травня | Мастерс Мадрид Мадрид, Іспанія WTA 1000 (Mandatory) $6,575,560 – Ґрунт (Red) – 64S/48Q/30D Одиночний розряд – Парний розряд | Габріела Дабровскі Джуліана Ольмос 7–6(7–1), 5–7, [10–7]                                                                                              | Дезіре Кравчик Демі Схюрс                                                                                 | Джил Тайхманн · Катерина Олександрова          | Ангеліна Калініна Сара Соррібес Тормо Аманда Анісімова Сімона Халеп |

### Травень
| Тиждень             | Турнір | Чемпіонка                                                        | Фіналістка                           | Півфіналістки                      | Чвертьфіналістки                                                              |
| ------------------- | --- | ---------------------------------------------------------------- | ------------------------------------ | ---------------------------------- | ----------------------------------------------------------------------------- |
| 9 травня            | Italian Open Рим, Італія WTA 1000 (Non-mandatory) $2,527,250 – Ґрунт (Red) – 56S/32Q/28D Одиночний розряд – Парний розряд                           | Іга Свьонтек 6–2, 6–2                                            | Унс Джабір                           | Аріна Соболенко · Дарія Касаткіна  | Б'янка Андреєску Аманда Анісімова Марія Саккарі Джил Тайхманн                 |
| 9 травня            | Italian Open Рим, Італія WTA 1000 (Non-mandatory) $2,527,250 – Ґрунт (Red) – 56S/32Q/28D Одиночний розряд – Парний розряд                           | Вероніка Кудерметова · Анастасія Павлюченкова · 1–6, 6–4, [10–7] | Габріела Дабровскі Джуліана Ольмос   | Аріна Соболенко · Дарія Касаткіна  | Б'янка Андреєску Аманда Анісімова Марія Саккарі Джил Тайхманн                 |
| 16 травня           | Гран-прі принцеси Лалли Мер'єм Рабат, Марокко WTA 250 $251,750 – Ґрунт (Red) – 32S/16Q/16D Одиночний розряд – Парний розряд                         | Мартіна Тревізан 6–2, 6–1                                        | Клер Лю                              | Лючія Бронзетті Анна Бондар        | Аранча Рус Нурія Паррісас-Діас Астра Шарма Айла Том'янович                    |
| 16 травня           | Гран-прі принцеси Лалли Мер'єм Рабат, Марокко WTA 250 $251,750 – Ґрунт (Red) – 32S/16Q/16D Одиночний розряд – Парний розряд                         | Ходзумі Ері Ніномія Макото 6–7(7–9), 6–3, [10–8]                 | Моніка Нікулеску · Олександра Панова | Лючія Бронзетті Анна Бондар        | Аранча Рус Нурія Паррісас-Діас Астра Шарма Айла Том'янович                    |
| 16 травня           | Internationaux de Strasbourg Страсбург, Франція WTA 250 $251,750 – Ґрунт (Red) – 32S/16Q/16D Одиночний розряд – Парний розряд                       | Анджелік Кербер 7–6(7–5), 6–7(0–7), 7–6(7–5)                     | Кайя Юван                            | Кароліна Плішкова Осеан Доден      | Марина Заневська Елісе Мертенс Вікторія Голубич Магда Лінетт                  |
| 16 травня           | Internationaux de Strasbourg Страсбург, Франція WTA 250 $251,750 – Ґрунт (Red) – 32S/16Q/16D Одиночний розряд – Парний розряд                       | Ніколь Меліхар Дар'я Гаврилова 5–7, 7–5, [10–6]                  | Луціє Градецька Саня Мірза           | Кароліна Плішкова Осеан Доден      | Марина Заневська Елісе Мертенс Вікторія Голубич Магда Лінетт                  |
| 23 травня 30 травня | Відкритий чемпіонат Франції з тенісу Париж, Франція Grand Slam €21,256,800 – Ґрунт (Red) 128S/128Q/64D/32X Одиночний розряд – Парний розряд – Мікст | Іга Свьонтек 6–1, 6–3                                            | Корі Гофф                            | Дарія Касаткіна · Мартіна Тревізан | Джессіка Пегула · Вероніка Кудерметова · Лейла Анні Фернандес · Слоун Стівенс |
| 23 травня 30 травня | Відкритий чемпіонат Франції з тенісу Париж, Франція Grand Slam €21,256,800 – Ґрунт (Red) 128S/128Q/64D/32X Одиночний розряд – Парний розряд – Мікст | Каролін Гарсія Крістіна Младенович 2–6, 6–3, 6–2                 | Корі Гофф Джессіка Пегула            | Дарія Касаткіна · Мартіна Тревізан | Джессіка Пегула · Вероніка Кудерметова · Лейла Анні Фернандес · Слоун Стівенс |
| 23 травня 30 травня | Відкритий чемпіонат Франції з тенісу Париж, Франція Grand Slam €21,256,800 – Ґрунт (Red) 128S/128Q/64D/32X Одиночний розряд – Парний розряд – Мікст | Ена Сібахара Веслі Колгоф 7–6(7–5), 6–2                          | Ульрікке Ейкері Йоран Вліґен         | Дарія Касаткіна · Мартіна Тревізан | Джессіка Пегула · Вероніка Кудерметова · Лейла Анні Фернандес · Слоун Стівенс |

### Червень
| Тиждень           | Турнір | Чемпіонка                                        | Фіналістка                           | Півфіналістки                        | Чвертьфіналістки                                                                 |
| ----------------- | --- | ------------------------------------------------ | ------------------------------------ | ------------------------------------ | -------------------------------------------------------------------------------- |
| 6 червня          | Rosmalen Open Гертогенбос, Нідерландські Антильські острови WTA 250 $251,750 – Трава – 32S/24Q/16D Одиночний розряд – Парний розряд                       | Катерина Олександрова · 7–5, 6–0                 | Аріна Соболенко                      | Шелбі Роджерс · Вероніка Кудерметова | Алісон ван Ейтванк Кірстен Фліпкенс Кеті Макнеллі Белінда Бенчич                 |
| 6 червня          | Rosmalen Open Гертогенбос, Нідерландські Антильські острови WTA 250 $251,750 – Трава – 32S/24Q/16D Одиночний розряд – Парний розряд                       | Еллен Перес Тамара Зіданшек 6–3, 5–7, [12–10]    | Вероніка Кудерметова · Елісе Мертенс | Шелбі Роджерс · Вероніка Кудерметова | Алісон ван Ейтванк Кірстен Фліпкенс Кеті Макнеллі Белінда Бенчич                 |
| 6 червня          | Nottingham Open Ноттінгем, Велика Британія WTA 250 $251,750 – Трава – 32S/24Q/16D Одиночний розряд – Парний розряд                                        | Беатріс Аддад Майя 6–4, 1–6, 6–3                 | Алісон Ріск                          | Тереза Мартінцова Вікторія Голубич   | Марія Саккарі Чжан Шуай Гаррієт Дарт Айла Том'янович                             |
| 6 червня          | Nottingham Open Ноттінгем, Велика Британія WTA 250 $251,750 – Трава – 32S/24Q/16D Одиночний розряд – Парний розряд                                        | Беатріс Аддад Майя Чжан Шуай 7–6(7–2), 6–3       | Каролін Доулгайд Моніка Нікулеску    | Тереза Мартінцова Вікторія Голубич   | Марія Саккарі Чжан Шуай Гаррієт Дарт Айла Том'янович                             |
| 13 червня         | German Open Берлін, Німеччина WTA 500 $757,900 – Трава – 32S/24Q/16D Одиночний розряд – Парний розряд                                                     | Унс Джабір 6–3, 2–1, ret.                        | Белінда Бенчич                       | Корі Гофф Марія Саккарі              | Олександра Саснович · Кароліна Плішкова · Вероніка Кудерметова · Дарія Касаткіна |
| 13 червня         | German Open Берлін, Німеччина WTA 500 $757,900 – Трава – 32S/24Q/16D Одиночний розряд – Парний розряд                                                     | Сторм Сендерз Катержина Сінякова 6–4, 6–3        | Алізе Корне Джил Тайхманн            | Корі Гофф Марія Саккарі              | Олександра Саснович · Кароліна Плішкова · Вероніка Кудерметова · Дарія Касаткіна |
| 13 червня         | Birmingham Classic Бірмінгем, Велика Британія WTA 250 $251,750 – Трава – 32S/24Q/16D Одиночний розряд – Парний розряд                                     | Беатріс Аддад Майя 5–4, ret.                     | Чжан Шуай                            | Сорана Кирстя Сімона Халеп           | Даяна Ястремська Донна Векич Каміла Джорджі Кейті Баултер                        |
| 13 червня         | Birmingham Classic Бірмінгем, Велика Британія WTA 250 $251,750 – Трава – 32S/24Q/16D Одиночний розряд – Парний розряд                                     | Людмила Кіченок Олена Остапенко Walkover         | Елісе Мертенс Чжан Шуай              | Сорана Кирстя Сімона Халеп           | Даяна Ястремська Донна Векич Каміла Джорджі Кейті Баултер                        |
| 20 червня         | Eastbourne International Істборн, Велика Британія WTA 500 $757,900 – Трава – 48S/16Q/16D Одиночний розряд – Парний розряд                                 | Петра Квітова 6–3, 6–2                           | Олена Остапенко                      | Беатріс Аддад Майя Каміла Джорджі    | Леся Цуренко Гаррієт Дарт Ангеліна Калініна Вікторія Томова                      |
| 20 червня         | Eastbourne International Істборн, Велика Британія WTA 500 $757,900 – Трава – 48S/16Q/16D Одиночний розряд – Парний розряд                                 | Александра Крунич Магда Лінетт Walkover          | Людмила Кіченок Олена Остапенко      | Беатріс Аддад Майя Каміла Джорджі    | Леся Цуренко Гаррієт Дарт Ангеліна Калініна Вікторія Томова                      |
| 20 червня         | Bad Homburg Open Бад-Гомбург, Німеччина WTA 250 $251,750 – Трава – 32S/8Q/16D Одиночний розряд – Парний розряд                                            | Каролін Гарсія 6–7(5–7), 6–4, 6–4                | Б'янка Андреєску                     | Сімона Халеп Алізе Корне             | Дарія Касаткіна · Аманда Анісімова · Анджелік Кербер · Сабіне Лісіцкі            |
| 20 червня         | Bad Homburg Open Бад-Гомбург, Німеччина WTA 250 $251,750 – Трава – 32S/8Q/16D Одиночний розряд – Парний розряд                                            | Ходзумі Ері Ніномія Макото 6–4, 6–7(5–7), [10–5] | Аліція Росольська Ерін Рутліфф       | Сімона Халеп Алізе Корне             | Дарія Касаткіна · Аманда Анісімова · Анджелік Кербер · Сабіне Лісіцкі            |
| 27 червня 4 липня | Вімблдонський турнір Лондон, Велика Британія Grand Slam £35,016,000 – Трава – 128S/128Q/64D/32X Одиночний розряд – Парний розряд – Змішаний парний розряд | Олена Рибакіна 3–6, 6–2, 6–2                     | Унс Джабір                           | Сімона Халеп Татьяна Марія           | Айла Том'янович Аманда Анісімова Марія Бузкова Юле Німаєр                        |
| 27 червня 4 липня | Вімблдонський турнір Лондон, Велика Британія Grand Slam £35,016,000 – Трава – 128S/128Q/64D/32X Одиночний розряд – Парний розряд – Змішаний парний розряд | Барбора Крейчикова Катержина Сінякова 6–2, 6–4   | Елісе Мертенс Чжан Шуай              | Сімона Халеп Татьяна Марія           | Айла Том'янович Аманда Анісімова Марія Бузкова Юле Німаєр                        |
| 27 червня 4 липня | Вімблдонський турнір Лондон, Велика Британія Grand Slam £35,016,000 – Трава – 128S/128Q/64D/32X Одиночний розряд – Парний розряд – Змішаний парний розряд | Ніл Скупскі Дезіре Кравчик 6–4, 6–3              | Меттью Ебден Саманта Стосур          | Сімона Халеп Татьяна Марія           | Айла Том'янович Аманда Анісімова Марія Бузкова Юле Німаєр                        |

### Липень
| Тиждень  | Турнір | Чемпіонка                                              | Фіналістка                             | Півфіналістки                         | Чвертьфіналістки                                                                |
| -------- | --- | ------------------------------------------------------ | -------------------------------------- | ------------------------------------- | ------------------------------------------------------------------------------- |
| 11 липня | Swiss Open Лозанна, Швейцарія WTA 250 $251,750 – Ґрунт (Red) – 32S/24Q/16D Одиночний розряд – Парний розряд               | Петра Мартич 6–4, 6–2                                  | Ольга Данилович                        | Анастасія Потапова · Каролін Гарсія   | Сімона Валтерт Юле Німаєр Сара Соррібес Тормо Белінда Бенчич                    |
| 11 липня | Swiss Open Лозанна, Швейцарія WTA 250 $251,750 – Ґрунт (Red) – 32S/24Q/16D Одиночний розряд – Парний розряд               | Ольга Данилович Крістіна Младенович Walkover           | Ульрікке Ейкері Тамара Зіданшек        | Анастасія Потапова · Каролін Гарсія   | Сімона Валтерт Юле Німаєр Сара Соррібес Тормо Белінда Бенчич                    |
| 11 липня | Budapest Grand Prix Будапешт, Угорщина WTA 250 $251,750 – Ґрунт (Red) – 32S/24Q/16D Одиночний розряд – Парний розряд      | Бернарда Пера 6–3, 6–3                                 | Александра Крунич                      | Юлія Путінцева Анна Бондар            | Ван Сю Леся Цуренко Elisabetta Cocciaretto Мартіна Тревізан                     |
| 11 липня | Budapest Grand Prix Будапешт, Угорщина WTA 250 $251,750 – Ґрунт (Red) – 32S/24Q/16D Одиночний розряд – Парний розряд      | Екатеріне Горгодзе Оксана Калашникова 1–6, 6–4, [10–6] | Катажина Пітер Кімберлі Циммерманн     | Юлія Путінцева Анна Бондар            | Ван Сю Леся Цуренко Elisabetta Cocciaretto Мартіна Тревізан                     |
| 18 липня | Hamburg European Open Гамбург, Німеччина WTA 250 $251,750 – Ґрунт (Red) – 32S/24Q/16D Одиночний розряд – Одиночний розряд | Бернарда Пера 6–2, 6–4                                 | Анетт Контавейт                        | Анастасія Потапова · Марина Заневська | Андреа Петкович · Барбора Крейчикова · Олександра Саснович · Катержина Сінякова |
| 18 липня | Hamburg European Open Гамбург, Німеччина WTA 250 $251,750 – Ґрунт (Red) – 32S/24Q/16D Одиночний розряд – Одиночний розряд | Софі Чанг Angela Kulikov 6–3, 4–6, [10–6]              | Като Мію Aldila Sutjiadi               | Анастасія Потапова · Марина Заневська | Андреа Петкович · Барбора Крейчикова · Олександра Саснович · Катержина Сінякова |
| 18 липня | Palermo International Палермо, Італія WTA 250 $251,750 – Ґрунт (Red) – 32S/24Q/16D Одиночний розряд – Парний розряд       | Ірина-Камелія Бегу 6–2, 6–2                            | Лючія Бронзетті                        | Жасмін Паоліні Сара Соррібес Тормо    | Каролін Гарсія Нурія Паррісас-Діас Анна Бондар Діан Паррі                       |
| 18 липня | Palermo International Палермо, Італія WTA 250 $251,750 – Ґрунт (Red) – 32S/24Q/16D Одиночний розряд – Парний розряд       | Анна Бондар Кімберлі Циммерманн 6–3, 6–2               | Amina Anshba · Панна Удварді           | Жасмін Паоліні Сара Соррібес Тормо    | Каролін Гарсія Нурія Паррісас-Діас Анна Бондар Діан Паррі                       |
| 25 липня | Poland Open Варшава, Польща WTA 250 $251,750 – Ґрунт (Red) – 32S/24Q/16D Одиночний розряд – Парний розряд                 | Каролін Гарсія 6–4, 6–1                                | Ана Богдан                             | Жасмін Паоліні Катерина Козлова       | Іга Свьонтек Вікторія Голубич Петра Мартич Лаура Пігоссі                        |
| 25 липня | Poland Open Варшава, Польща WTA 250 $251,750 – Ґрунт (Red) – 32S/24Q/16D Одиночний розряд – Парний розряд                 | Анна Даніліна Анна-Лена Фрідзам 6–4, 5–7, [10–5]       | Катажина Кава Аліція Росольська        | Жасмін Паоліні Катерина Козлова       | Іга Свьонтек Вікторія Голубич Петра Мартич Лаура Пігоссі                        |
| 25 липня | Prague Open Прага, Чехія WTA 250 $251,750 – Тверде – 32S/24Q/16D Одиночний розряд – Парний розряд                         | Марія Бузкова 6–0, 6–3                                 | Анастасія Потапова                     | Ван Цян Linda Nosková                 | Анетт Контавейт · Магда Лінетт · Оксана Селехметьєва · Хібіно Нао               |
| 25 липня | Prague Open Прага, Чехія WTA 250 $251,750 – Тверде – 32S/24Q/16D Одиночний розряд – Парний розряд                         | Анастасія Потапова · Яна Сізікова · 6–3, 6–4           | Ангелина Габуєва · Anastasia Zakharova | Ван Цян Linda Nosková                 | Анетт Контавейт · Магда Лінетт · Оксана Селехметьєва · Хібіно Нао               |

### Серпень
| Тиждень             | Турнір | Чемпіонка                                           | Фіналістка                          | Півфіналістки                     | Чвертьфіналістки                                               |
| ------------------- | --- | --------------------------------------------------- | ----------------------------------- | --------------------------------- | -------------------------------------------------------------- |
| 1 серпня            | Silicon Valley Classic Сан-Хосе (Каліфорнія), США WTA 500 $757,900 – Тверде – 28S/24Q/16D Одиночний розряд – Парний розряд      | Дарія Касаткіна 6–7(2–7), 6–1, 6–2                  | Шелбі Роджерс                       | Вероніка Кудерметова Паула Бадоса | Аманда Анісімова Унс Джабір Аріна Соболенко Корі Гофф          |
| 1 серпня            | Silicon Valley Classic Сан-Хосе (Каліфорнія), США WTA 500 $757,900 – Тверде – 28S/24Q/16D Одиночний розряд – Парний розряд      | Сюй Їфань Ян Чжаосюань 7–5, 6–0                     | Аояма Сюко Чжань Хаоцін             | Вероніка Кудерметова Паула Бадоса | Аманда Анісімова Унс Джабір Аріна Соболенко Корі Гофф          |
| 1 серпня            | Washington Open Вашингтон, США WTA 250 $251,750 – Тверде – 32S/16Q/16D Одиночний розряд – Парний розряд                         | Людмила Самсонова 4–6, 6–3, 6–3                     | Кая Канепі                          | Дар'я Гаврилова Ван Сю            | Ребекка Маріно Ганна Калінська Вікторія Азаренко Емма Радукану |
| 1 серпня            | Washington Open Вашингтон, США WTA 250 $251,750 – Тверде – 32S/16Q/16D Одиночний розряд – Парний розряд                         | Джессіка Пегула Ерін Рутліфф 6–3, 5–7, [12–10]      | Ганна Калінська Кеті Макнеллі       | Дар'я Гаврилова Ван Сю            | Ребекка Маріно Ганна Калінська Вікторія Азаренко Емма Радукану |
| 8 серпня            | Canadian Open Торонто, Канада WTA 1000 (Non-mandatory) $2,697,250 – Тверде – 56S/32Q/28D Одиночний розряд – Парний розряд       | Сімона Халеп 6–3, 2–6, 6–3                          | Беатріс Аддад Майя                  | Кароліна Плішкова Джессіка Пегула | Белінда Бенчич Zheng Qinwen Юлія Путінцева Корі Гофф           |
| 8 серпня            | Canadian Open Торонто, Канада WTA 1000 (Non-mandatory) $2,697,250 – Тверде – 56S/32Q/28D Одиночний розряд – Парний розряд       | Корі Гофф Джессіка Пегула 6–4, 6–7(5–7), [10–5]     | Ніколь Меліхар Еллен Перес          | Кароліна Плішкова Джессіка Пегула | Белінда Бенчич Zheng Qinwen Юлія Путінцева Корі Гофф           |
| 15 серпня           | Cincinnati Open Мейсон (Огайо), США WTA 1000 (Non-mandatory) $2,527,250 – Тверде – 56S/32Q/28D Одиночний розряд – Парний розряд | Каролін Гарсія 6–2, 6–4                             | Петра Квітова                       | Медісон Кіз Аріна Соболенко       | Олена Рибакіна Айла Том'янович Джессіка Пегула Чжан Шуай       |
| 15 серпня           | Cincinnati Open Мейсон (Огайо), США WTA 1000 (Non-mandatory) $2,527,250 – Тверде – 56S/32Q/28D Одиночний розряд – Парний розряд | Людмила Кіченок Олена Остапенко 7–6(7–5), 6–3       | Ніколь Меліхар Еллен Перес          | Медісон Кіз Аріна Соболенко       | Олена Рибакіна Айла Том'янович Джессіка Пегула Чжан Шуай       |
| 22 серпня           | Tennis in the Land Клівленд, США WTA 250 $251,750 – Тверде – 32S/16Q/16D Одиночний розряд – Парний розряд                       | Людмила Самсонова 6–1, 6–3                          | Олександра Саснович                 | Бернарда Пера Алізе Корне         | Софія Кенін Магда Лінетт Медісон Бренгл Чжан Шуай              |
| 22 серпня           | Tennis in the Land Клівленд, США WTA 250 $251,750 – Тверде – 32S/16Q/16D Одиночний розряд – Парний розряд                       | Ніколь Меліхар Еллен Перес 7–5, 6–3                 | Анна Даніліна Александра Крунич     | Бернарда Пера Алізе Корне         | Софія Кенін Магда Лінетт Медісон Бренгл Чжан Шуай              |
| 22 серпня           | Granby Championships Гранбі (Квебек), Канада WTA 250 $251,750 – Тверде – 32S/16Q/16D Одиночний розряд – Парний розряд           | Дарія Касаткіна 6–4, 6–4                            | Дар'я Гаврилова                     | Діан Паррі Марта Костюк           | Нурія Паррісас-Діас Татьяна Марія Ребекка Маріно Ван Сю        |
| 22 серпня           | Granby Championships Гранбі (Квебек), Канада WTA 250 $251,750 – Тверде – 32S/16Q/16D Одиночний розряд – Парний розряд           | Алісія Барнетт Олівія Ніколлс 5–7, 6–3, [10–1]      | Гаррієт Дарт Розалі ван дер Гук     | Діан Паррі Марта Костюк           | Нурія Паррісас-Діас Татьяна Марія Ребекка Маріно Ван Сю        |
| 29 серпня 5 вересня | US Open Нью-Йорк, США Grand Slam $60,102,000 – Тверде 128S/128Q/64D/32X Одиночний розряд – Парний розряд – Мікст                | Іга Свьонтек 6–2, 7–6(7–5)                          | Унс Джабір                          | Аріна Соболенко Каролін Гарсія    | Джессіка Пегула Кароліна Плішкова Корі Гофф Айла Том'янович    |
| 29 серпня 5 вересня | US Open Нью-Йорк, США Grand Slam $60,102,000 – Тверде 128S/128Q/64D/32X Одиночний розряд – Парний розряд – Мікст                | Барбора Крейчикова Катержина Сінякова 3–6, 7–5, 6–1 | Кеті Макнеллі Тейлор Таунсенд       | Аріна Соболенко Каролін Гарсія    | Джессіка Пегула Кароліна Плішкова Корі Гофф Айла Том'янович    |
| 29 серпня 5 вересня | US Open Нью-Йорк, США Grand Slam $60,102,000 – Тверде 128S/128Q/64D/32X Одиночний розряд – Парний розряд – Мікст                | Сторм Сендерз Джон Пірс (тенісист) 4–6, 6–4, [10–7] | Кірстен Фліпкенс Едуар Роже-Васслен | Аріна Соболенко Каролін Гарсія    | Джессіка Пегула Кароліна Плішкова Корі Гофф Айла Том'янович    |

### Вересень
| Тиждень    | Турнір | Чемпіонка                                           | Фіналістка                       | Півфіналістки                  | Чвертьфіналістки                                                  |
| ---------- | --- | --------------------------------------------------- | -------------------------------- | ------------------------------ | ----------------------------------------------------------------- |
| 12 вересня | Slovenia Open Порторож, Словенія WTA 250 $251,750 – Тверде – 32S/24Q/16D Одиночний розряд – Парний розряд  | Катержина Сінякова 6–7(4–7), 7–6(7–5), 6–4          | Олена Рибакіна                   | Анна-Лена Фрідзам Ана Богдан   | Діан Паррі Жасмін Паоліні Леся Цуренко Беатріс Аддад Майя         |
| 12 вересня | Slovenia Open Порторож, Словенія WTA 250 $251,750 – Тверде – 32S/24Q/16D Одиночний розряд – Парний розряд  | Марта Костюк Тереза Мартінцова 6–4, 6–0             | Крістіна Букса Тереза Михалкова  | Анна-Лена Фрідзам Ана Богдан   | Діан Паррі Жасмін Паоліні Леся Цуренко Беатріс Аддад Майя         |
| 12 вересня | Chennai Open Ченнаї, Індія WTA 250 $251,750 – Тверде – 32S/24Q/16D Одиночний розряд – Парний розряд        | Лінда Фругвіртова 4–6, 6–3, 6–4                     | Магда Лінетт                     | Кейті Свон Надія Подороська    | Хібіно Нао Ребекка Маріно Ежені Бушар Варвара Ґрачова             |
| 12 вересня | Chennai Open Ченнаї, Індія WTA 250 $251,750 – Тверде – 32S/24Q/16D Одиночний розряд – Парний розряд        | Габріела Дабровскі Луїза Стефані 6–1, 6–2           | Анна Блинкова Натела Дзаламідзе  | Кейті Свон Надія Подороська    | Хібіно Нао Ребекка Маріно Ежені Бушар Варвара Ґрачова             |
| 19 вересня | Pan Pacific Open Токіо, Японія WTA 500 $757,900 – Тверде – 28S/24Q/16D Одиночний розряд – Парний розряд    | Людмила Самсонова 7–5, 7–5                          | Zheng Qinwen                     | Вероніка Кудерметова Чжан Шуай | Клер Лю Беатріс Аддад Майя Гарбінє Мугуруса Петра Мартич          |
| 19 вересня | Pan Pacific Open Токіо, Японія WTA 500 $757,900 – Тверде – 28S/24Q/16D Одиночний розряд – Парний розряд    | Габріела Дабровскі Джуліана Ольмос 6–4, 6–4         | Ніколь Меліхар Еллен Перес       | Вероніка Кудерметова Чжан Шуай | Клер Лю Беатріс Аддад Майя Гарбінє Мугуруса Петра Мартич          |
| 19 вересня | Korea Open Сеул, Південна Корея WTA 250 $251,750 – Тверде – 32S/24Q/16D Одиночний розряд – Парний розряд   | Катерина Олександрова 7–6(7–4), 6–0                 | Олена Остапенко                  | Емма Радукану Татьяна Марія    | Вікторія Хіменес-Касінцева Магда Лінетт Чжу Лінь Лулу Сун         |
| 19 вересня | Korea Open Сеул, Південна Корея WTA 250 $251,750 – Тверде – 32S/24Q/16D Одиночний розряд – Парний розряд   | Крістіна Младенович Яніна Вікмаєр 6–3, 6–2          | Ейжа Мугаммад Сабріна Сантамарія | Емма Радукану Татьяна Марія    | Вікторія Хіменес-Касінцева Магда Лінетт Чжу Лінь Лулу Сун         |
| 26 вересня | Emilia-Romagna Open Парма, Італія WTA 250 $251,750 – Ґрунт – 32S/24Q/16D Одиночний розряд – Парний розряд  | Маяр Шеріф 7–5, 6–3                                 | Марія Саккарі                    | Данка Ковініч Ана Богдан       | Марина Заневська Жасмін Паоліні Ірина-Камелія Бегу Лорен Девіс    |
| 26 вересня | Emilia-Romagna Open Парма, Італія WTA 250 $251,750 – Ґрунт – 32S/24Q/16D Одиночний розряд – Парний розряд  | Анастасія Децюк Міріам Колодзєйова 1–6, 6–3, [10–8] | Аранча Рус Тамара Зіданшек       | Данка Ковініч Ана Богдан       | Марина Заневська Жасмін Паоліні Ірина-Камелія Бегу Лорен Девіс    |
| 26 вересня | Tallinn Open Таллінн, Естонія WTA 250 $251,750 – Тверде (i) – 32S/24Q/16D Одиночний розряд – Парний розряд | Барбора Крейчикова 6–2, 6–3                         | Анетт Контавейт                  | Кая Канепі Белінда Бенчич      | Їсалін Бонавентюре Кароліна Мухова Беатріс Аддад Майя Донна Векич |
| 26 вересня | Tallinn Open Таллінн, Естонія WTA 250 $251,750 – Тверде (i) – 32S/24Q/16D Одиночний розряд – Парний розряд | Людмила Кіченок Надія Кіченок 7–5, 4–6, [10–7]      | Ніколь Меліхар Лаура Зігемунд    | Кая Канепі Белінда Бенчич      | Їсалін Бонавентюре Кароліна Мухова Беатріс Аддад Майя Донна Векич |

### Жовтень
| Тиждень   | Турнір | Чемпіонка                                              | Фіналістка                            | Півфіналістки                        | Чвертьфіналістки                                                     |
| --------- | --- | ------------------------------------------------------ | ------------------------------------- | ------------------------------------ | -------------------------------------------------------------------- |
| 3 жовтня  | Ostrava Open Острава, Чехія WTA 500 $757,900 – Тверде (i) – 28S/24Q/16D Одиночний розряд – Парний розряд                                    | Барбора Крейчикова 5–7, 7–6(7–4), 6–3                  | Іга Свьонтек                          | Катерина Олександрова Олена Рибакіна | Кеті Макнеллі Тереза Мартінцова Алісія Паркс Петра Квітова           |
| 3 жовтня  | Ostrava Open Острава, Чехія WTA 500 $757,900 – Тверде (i) – 28S/24Q/16D Одиночний розряд – Парний розряд                                    | Кеті Макнеллі Алісія Паркс 6–3, 6–2                    | Аліція Росольська Ерін Рутліфф        | Катерина Олександрова Олена Рибакіна | Кеті Макнеллі Тереза Мартінцова Алісія Паркс Петра Квітова           |
| 3 жовтня  | Jasmin Open Монастір (Туніс), Туніс WTA 250 $251,750 – Тверде – 32S/21Q/16D Одиночний розряд – Парний розряд                                | Елісе Мертенс 6–2, 6–0                                 | Алізе Корне                           | Клер Лю Вероніка Кудерметова         | Унс Джабір Моюка Утідзіма Тамара Зіданшек Діан Паррі                 |
| 3 жовтня  | Jasmin Open Монастір (Туніс), Туніс WTA 250 $251,750 – Тверде – 32S/21Q/16D Одиночний розряд – Парний розряд                                | Крістіна Младенович Катержина Сінякова 6–2, 6–0        | Като Мію Angela Kulikov               | Клер Лю Вероніка Кудерметова         | Унс Джабір Моюка Утідзіма Тамара Зіданшек Діан Паррі                 |
| 10 жовтня | San Diego Open Сан-Дієго, США WTA 500 $757,900 – Тверде – 28S/24Q/16D Одиночний розряд – Парний розряд                                      | Іга Свьонтек 6–3, 3–6, 6–0                             | Донна Векич                           | Джессіка Пегула Деніел Коллінз       | Корі Гофф Медісон Кіз Аріна Соболенко Паула Бадоса                   |
| 10 жовтня | San Diego Open Сан-Дієго, США WTA 500 $757,900 – Тверде – 28S/24Q/16D Одиночний розряд – Парний розряд                                      | Корі Гофф Джессіка Пегула 1–6, 7–5, [10–4]             | Габріела Дабровскі Джуліана Ольмос    | Джессіка Пегула Деніел Коллінз       | Корі Гофф Медісон Кіз Аріна Соболенко Паула Бадоса                   |
| 10 жовтня | Transylvania Open Клуж-Напока, Румунія WTA 250 $251,750 – Тверде (i) – 32S/24Q/16D Одиночний розряд – Парний розряд                         | Анна Блинкова 6–2, 3–6, 6–2                            | Жасмін Паоліні                        | Ван Сю Анастасія Потапова            | Нурія Паррісас-Діас Юле Німаєр Анна Бондар Ангеліна Калініна         |
| 10 жовтня | Transylvania Open Клуж-Напока, Румунія WTA 250 $251,750 – Тверде (i) – 32S/24Q/16D Одиночний розряд – Парний розряд                         | Кірстен Фліпкенс Лаура Зігемунд 6–3, 7–5               | Камілла Рахімова Яна Сізікова         | Ван Сю Анастасія Потапова            | Нурія Паррісас-Діас Юле Німаєр Анна Бондар Ангеліна Калініна         |
| 17 жовтня | Guadalajara Open Гвадалахара (Мексика), Мексика WTA 1000 (Non-mandatory) $2,527,250 – Тверде – 56S/32Q/28D Одиночний розряд – Парний розряд | Джессіка Пегула 6–2, 6–3                               | Марія Саккарі                         | Вікторія Азаренко Марія Бузкова      | Корі Гофф Слоун Стівенс Вероніка Кудерметова Ганна Калінська         |
| 17 жовтня | Guadalajara Open Гвадалахара (Мексика), Мексика WTA 1000 (Non-mandatory) $2,527,250 – Тверде – 56S/32Q/28D Одиночний розряд – Парний розряд | Сторм Сендерз Луїза Стефані 7–6(7–4), 6–7(2–7), [10–8] | Анна Даніліна Беатріс Аддад Майя      | Вікторія Азаренко Марія Бузкова      | Корі Гофф Слоун Стівенс Вероніка Кудерметова Ганна Калінська         |
| 31 жовтня | WTA Finals Форт-Верт, США Фінал WTA $5,000,000 – Тверде (i) – 8S/8D Одиночний розряд – Парний розряд                                        | Каролін Гарсія 7–6(7–4), 6–4                           | Аріна Соболенко                       | Іга Свьонтек Марія Саккарі           | Круговий турнір Корі Гофф Унс Джабір Дарія Касаткіна Джессіка Пегула |
| 31 жовтня | WTA Finals Форт-Верт, США Фінал WTA $5,000,000 – Тверде (i) – 8S/8D Одиночний розряд – Парний розряд                                        | Вероніка Кудерметова Елісе Мертенс 6–2, 4–6, [11–9]    | Барбора Крейчикова Катержина Сінякова | Іга Свьонтек Марія Саккарі           | Круговий турнір Корі Гофф Унс Джабір Дарія Касаткіна Джессіка Пегула |

### Листопад
| Тиждень     | Турнір                                                                     | Чемпіонка       | Фіналістка | Півфіналістки           | Чвертьфіналістки |
| ----------- | -------------------------------------------------------------------------- | --------------- | ---------- | ----------------------- | ---------------- |
| 7 листопада | Фінал Кубку Біллі Джин Кінг Глазго, Велика Британія Тверде (i) – 12 команд | Швейцарія · 2–0 | Австралія  | Чехія · Велика Британія |                  |

## Статистична інформація
У таблицях вказано кількість виграних турнірів кожною окремою тенісисткою та представницями окремихих країн. Враховані одиночні (S), парні (D) та змішані (X) титули на турнірах усіх рівнів: Великий шолом, чемпіонати закінчення сезону (Чемпіонат Туру WTA і WTA Elite Trophy), Турніри WTA Premier (WTA 1000 and WTA 500), а також Турніри WTA International.
Гравчинь і країни розподілено за такими показниками:
1. Загальна кількість титулів (титул в парному розряді, виграний двома тенісистками, які представляють одну й ту саму країну, зараховано як  лише один виграш для країни);
2. Сумарна цінність усіх виграних титулів (одна перемога на турнірі Великого шолома, дорівнює двом перемогам на турнірі WTA 1000, одна перемога на чемпіонаті закінчення сезону дорівнює півтора перемогам на WTA 1000, одна перемога на WTA 1000 дорівнює двом перемогам на WTA 500, одна перемога на WTA 500 дорівнює двом перемогам на WTA 250);
3. Ієрархія розрядів: одиночний > парний > змішаний;

### Легенда
| Турніри Великого шолома      |
| Чемпіонати закінчення сезону |
| WTA 1000 (Обов'язкові)       |
| WTA 1000 (Не обов'язкові)    |
| WTA 500                      |
| WTA 250                      |

### Титули тенісисток
| Всього | Гравчиня                               | Великий шолом | Великий шолом | Великий шолом | Фінал WTA | Фінал WTA | WTA 1000 | WTA 1000 | WTA 1000 | WTA 1000 | WTA 500 | WTA 500 | WTA 250 | WTA 250 | Всього | Всього | Всього |
| Всього | Гравчиня                               | S             | D             | X             | S         | D         | S        | D        | S        | D        | S       | D       | S       | D       | S      | D      | X      |
| ------ | -------------------------------------- | ------------- | ------------- | ------------- | --------- | --------- | -------- | -------- | -------- | -------- | ------- | ------- | ------- | ------- | ------ | ------ | ------ |
| 8      | Іга Свьонтек (POL)                     | ●             |               |               |           |           | ●        |          | ●        |          | ●       |         |         |         | 8      | 0      | 0      |
| 7      | Катержина Сінякова (CZE)               |               | ●             |               |           |           |          |          |          |          |         | ●       | ●       | ●       | 1      | 6      | 0      |
| 6      | Джессіка Пегула (USA)                  |               |               |               |           |           |          |          | ●        | ●        |         | ●       |         | ●       | 1      | 5      | 0      |
| 5      | Барбора Крейчикова (CZE)               |               | ●             |               |           |           |          |          |          |          | ●       |         | ●       |         | 2      | 3      | 0      |
| 5      | Крістіна Младенович (FRA)              |               | ●             | ●             |           |           |          |          |          |          |         |         |         | ●       | 0      | 4      | 1      |
| 5      | Каролін Гарсія (FRA)                   |               | ●             |               | ●         |           |          |          | ●        |          |         |         | ●       |         | 4      | 1      | 0      |
| 4      | Сторм Сендерз (AUS)                    |               |               | ●             |           |           |          |          |          | ●        |         | ●       |         |         | 0      | 3      | 1      |
| 4      | Беатріс Аддад Майя (BRA)               |               |               |               |           |           |          |          |          |          |         | ●       | ●       | ●       | 2      | 2      | 0      |
| 3      | Ешлі Барті (AUS)                       | ●             |               |               |           |           |          |          |          |          | ●       | ●       |         |         | 2      | 1      | 0      |
| 3      | Вероніка Кудерметова                   |               |               |               |           | ●         |          |          |          | ●        |         | ●       |         |         | 0      | 3      | 0      |
| 3      | Елісе Мертенс (BEL)                    |               |               |               |           | ●         |          |          |          |          |         | ●       | ●       |         | 1      | 2      | 0      |
| 3      | Габріела Дабровскі (CAN)               |               |               |               |           |           |          | ●        |          |          |         | ●       |         | ●       | 0      | 3      | 0      |
| 3      | Лаура Зігемунд (GER)                   |               |               |               |           |           |          | ●        |          |          |         |         |         | ●       | 0      | 3      | 0      |
| 3      | Корі Гофф (USA)                        |               |               |               |           |           |          |          |          | ●        |         | ●       |         |         | 0      | 3      | 0      |
| 3      | Олена Остапенко (LAT)                  |               |               |               |           |           |          |          |          | ●        | ●       |         |         | ●       | 1      | 2      | 0      |
| 3      | Людмила Кіченок (UKR)                  |               |               |               |           |           |          |          |          | ●        |         |         |         | ●       | 0      | 3      | 0      |
| 3      | Людмила Самсонова                      |               |               |               |           |           |          |          |          |          | ●       |         | ●       |         | 3      | 0      | 0      |
| 3      | Бернарда Пера (USA)                    |               |               |               |           |           |          |          |          |          |         |         | ●       | ●       | 2      | 1      | 0      |
| 3      | Ходзумі Ері (JPN)                      |               |               |               |           |           |          |          |          |          |         |         |         | ●       | 0      | 3      | 0      |
| 3      | Ніномія Макото (JPN)                   |               |               |               |           |           |          |          |          |          |         |         |         | ●       | 0      | 3      | 0      |
| 2      | Дезіре Кравчик (USA)                   |               |               | ●             |           |           |          |          |          |          |         | ●       |         |         | 0      | 1      | 1      |
| 2      | Унс Джабір (TUN)                       |               |               |               |           |           | ●        |          |          |          | ●       |         |         |         | 2      | 0      | 0      |
| 2      | Джуліана Ольмос (MEX)                  |               |               |               |           |           |          | ●        |          |          |         | ●       |         |         | 0      | 2      | 0      |
| 2      | Сюй Їфань (CHN)                        |               |               |               |           |           |          | ●        |          |          |         | ●       |         |         | 0      | 2      | 0      |
| 2      | Ян Чжаосюань (CHN)                     |               |               |               |           |           |          | ●        |          |          |         | ●       |         |         | 0      | 2      | 0      |
| 2      | Віра Звонарьова                        |               |               |               |           |           |          | ●        |          |          |         |         |         | ●       | 0      | 2      | 0      |
| 2      | Сімона Халеп (ROU)                     |               |               |               |           |           |          |          | ●        |          |         |         | ●       |         | 2      | 0      | 0      |
| 2      | Луїза Стефані (BRA)                    |               |               |               |           |           |          |          |          | ●        |         |         |         | ●       | 0      | 2      | 0      |
| 2      | Дарія Касаткіна                        |               |               |               |           |           |          |          |          |          | ●       |         | ●       |         | 2      | 0      | 0      |
| 2      | Магда Лінетт (POL)                     |               |               |               |           |           |          |          |          |          |         | ●       |         |         | 0      | 2      | 0      |
| 2      | Кеті Макнеллі (USA)                    |               |               |               |           |           |          |          |          |          |         | ●       |         |         | 0      | 2      | 0      |
| 2      | Анна Даніліна (KAZ)                    |               |               |               |           |           |          |          |          |          |         | ●       |         | ●       | 0      | 2      | 0      |
| 2      | Катерина Олександрова                  |               |               |               |           |           |          |          |          |          |         |         | ●       |         | 2      | 0      | 0      |
| 2      | Марія Бузкова (CZE)                    |               |               |               |           |           |          |          |          |          |         |         | ●       | ●       | 1      | 1      | 0      |
| 2      | Анастасія Потапова                     |               |               |               |           |           |          |          |          |          |         |         | ●       | ●       | 1      | 1      | 0      |
| 2      | Чжан Шуай (CHN)                        |               |               |               |           |           |          |          |          |          |         |         | ●       | ●       | 1      | 1      | 0      |
| 2      | Ніколь Меліхар (USA)                   |               |               |               |           |           |          |          |          |          |         |         |         | ●       | 0      | 2      | 0      |
| 2      | Еллен Перес (AUS)                      |               |               |               |           |           |          |          |          |          |         |         |         | ●       | 0      | 2      | 0      |
| 1      | Олена Рибакіна (KAZ)                   | ●             |               |               |           |           |          |          |          |          |         |         |         |         | 1      | 0      | 0      |
| 1      | Ена Сібахара (JPN)                     |               |               | ●             |           |           |          |          |          |          |         |         |         |         | 0      | 0      | 1      |
| 1      | Анастасія Павлюченкова                 |               |               |               |           |           |          |          |          | ●        |         |         |         |         | 0      | 1      | 0      |
| 1      | Паула Бадоса (ESP)                     |               |               |               |           |           |          |          |          |          | ●       |         |         |         | 1      | 0      | 0      |
| 1      | Белінда Бенчич (SUI)                   |               |               |               |           |           |          |          |          |          | ●       |         |         |         | 1      | 0      | 0      |
| 1      | Анетт Контавейт (EST)                  |               |               |               |           |           |          |          |          |          | ●       |         |         |         | 1      | 0      | 0      |
| 1      | Петра Квітова (CZE)                    |               |               |               |           |           |          |          |          |          | ●       |         |         |         | 1      | 0      | 0      |
| 1      | Ганна Калінська                        |               |               |               |           |           |          |          |          |          |         | ●       |         |         | 0      | 1      | 0      |
| 1      | Андрея Клепач (SLO)                    |               |               |               |           |           |          |          |          |          |         | ●       |         |         | 0      | 1      | 0      |
| 1      | Александра Крунич (SRB)                |               |               |               |           |           |          |          |          |          |         | ●       |         |         | 0      | 1      | 0      |
| 1      | Alycia Parks (USA)                     |               |               |               |           |           |          |          |          |          |         | ●       |         |         | 0      | 1      | 0      |
| 1      | Демі Схюрс (NED)                       |               |               |               |           |           |          |          |          |          |         | ●       |         |         | 0      | 1      | 0      |
| 1      | Аманда Анісімова (USA)                 |               |               |               |           |           |          |          |          |          |         |         | ●       |         | 1      | 0      | 0      |
| 1      | Ірина-Камелія Бегу (ROU)               |               |               |               |           |           |          |          |          |          |         |         | ●       |         | 1      | 0      | 0      |
| 1      | Анна Блинкова                          |               |               |               |           |           |          |          |          |          |         |         | ●       |         | 1      | 0      | 0      |
| 1      | Лейла Анні Фернандес (CAN)             |               |               |               |           |           |          |          |          |          |         |         | ●       |         | 1      | 0      | 0      |
| 1      | Лінда Фругвіртова (CZE)                |               |               |               |           |           |          |          |          |          |         |         | ●       |         | 1      | 0      | 0      |
| 1      | Анджелік Кербер (GER)                  |               |               |               |           |           |          |          |          |          |         |         | ●       |         | 1      | 0      | 0      |
| 1      | Медісон Кіз (USA)                      |               |               |               |           |           |          |          |          |          |         |         | ●       |         | 1      | 0      | 0      |
| 1      | Татьяна Марія (GER)                    |               |               |               |           |           |          |          |          |          |         |         | ●       |         | 1      | 0      | 0      |
| 1      | Петра Мартич (CRO)                     |               |               |               |           |           |          |          |          |          |         |         | ●       |         | 1      | 0      | 0      |
| 1      | Маяр Шеріф (EGY)                       |               |               |               |           |           |          |          |          |          |         |         | ●       |         | 1      | 0      | 0      |
| 1      | Слоун Стівенс (USA)                    |               |               |               |           |           |          |          |          |          |         |         | ●       |         | 1      | 0      | 0      |
| 1      | Мартіна Тревізан (ITA)                 |               |               |               |           |           |          |          |          |          |         |         | ●       |         | 1      | 0      | 0      |
| 1      | Алісія Барнетт (GBR)                   |               |               |               |           |           |          |          |          |          |         |         |         | ●       | 0      | 1      | 0      |
| 1      | Анна Бондар (HUN)                      |               |               |               |           |           |          |          |          |          |         |         |         | ●       | 0      | 1      | 0      |
| 1      | Софі Чанг (USA)                        |               |               |               |           |           |          |          |          |          |         |         |         | ●       | 0      | 1      | 0      |
| 1      | Кейтлін Крістіан (USA)                 |               |               |               |           |           |          |          |          |          |         |         |         | ●       | 0      | 1      | 0      |
| 1      | Ольга Данилович (SRB)                  |               |               |               |           |           |          |          |          |          |         |         |         | ●       | 0      | 1      | 0      |
| 1      | Анастасія Децюк (CZE)                  |               |               |               |           |           |          |          |          |          |         |         |         | ●       | 0      | 1      | 0      |
| 1      | Кірстен Фліпкенс (BEL)                 |               |               |               |           |           |          |          |          |          |         |         |         | ●       | 0      | 1      | 0      |
| 1      | Анна-Лена Фрідзам (GER)                |               |               |               |           |           |          |          |          |          |         |         |         | ●       | 0      | 1      | 0      |
| 1      | Екатеріне Горгодзе (GEO)               |               |               |               |           |           |          |          |          |          |         |         |         | ●       | 0      | 1      | 0      |
| 1      | Кетрін Гаррісон (USA)                  |               |               |               |           |           |          |          |          |          |         |         |         | ●       | 0      | 1      | 0      |
| 1      | Калашникова Оксана В'ячеславівна (GEO) |               |               |               |           |           |          |          |          |          |         |         |         | ●       | 0      | 1      | 0      |
| 1      | Надія Кіченок (UKR)                    |               |               |               |           |           |          |          |          |          |         |         |         | ●       | 0      | 1      | 0      |
| 1      | Міріам Колодзєйова (CZE)               |               |               |               |           |           |          |          |          |          |         |         |         | ●       | 0      | 1      | 0      |
| 1      | Марта Костюк (UKR)                     |               |               |               |           |           |          |          |          |          |         |         |         | ●       | 0      | 1      | 0      |
| 1      | Angela Kulikov (USA)                   |               |               |               |           |           |          |          |          |          |         |         |         | ●       | 0      | 1      | 0      |
| 1      | Лідія Морозова (BLR)                   |               |               |               |           |           |          |          |          |          |         |         |         | ●       | 0      | 1      | 0      |
| 1      | Тереза Мартінцова (CZE)                |               |               |               |           |           |          |          |          |          |         |         |         | ●       | 0      | 1      | 0      |
| 1      | Ейжа Мугаммад (USA)                    |               |               |               |           |           |          |          |          |          |         |         |         | ●       | 0      | 1      | 0      |
| 1      | Олівія Ніколлс (GBR)                   |               |               |               |           |           |          |          |          |          |         |         |         | ●       | 0      | 1      | 0      |
| 1      | Ерін Рутліфф (NZL)                     |               |               |               |           |           |          |          |          |          |         |         |         | ●       | 0      | 1      | 0      |
| 1      | Сабріна Сантамарія (USA)               |               |               |               |           |           |          |          |          |          |         |         |         | ●       | 0      | 1      | 0      |
| 1      | Дар'я Гаврилова (AUS)                  |               |               |               |           |           |          |          |          |          |         |         |         | ●       | 0      | 1      | 0      |
| 1      | Астра Шарма (AUS)                      |               |               |               |           |           |          |          |          |          |         |         |         | ●       | 0      | 1      | 0      |
| 1      | Яна Сізікова                           |               |               |               |           |           |          |          |          |          |         |         |         | ●       | 0      | 1      | 0      |
| 1      | Сара Соррібес Тормо (ESP)              |               |               |               |           |           |          |          |          |          |         |         |         | ●       | 0      | 1      | 0      |
| 1      | Aldila Sutjiadi (INA)                  |               |               |               |           |           |          |          |          |          |         |         |         | ●       | 0      | 1      | 0      |
| 1      | Яніна Вікмаєр (BEL)                    |               |               |               |           |           |          |          |          |          |         |         |         | ●       | 0      | 1      | 0      |
| 1      | Тамара Зіданшек (SLO)                  |               |               |               |           |           |          |          |          |          |         |         |         | ●       | 0      | 1      | 0      |
| 1      | Кімберлі Циммерманн (BEL)              |               |               |               |           |           |          |          |          |          |         |         |         | ●       | 0      | 1      | 0      |

### Титули за країнами
| Всього | Nation                | Grand Slam | Grand Slam | Grand Slam | Рік-end | Рік-end | WTA 1000 | WTA 1000 | WTA 1000 | WTA 1000 | WTA 500 | WTA 500 | WTA 250 | WTA 250 | Всього | Всього | Всього |
| Всього | Nation                | S          | D          | X          | S       | D       | S        | D        | S        | D        | S       | D       | S       | D       | S      | D      | X      |
| ------ | --------------------- | ---------- | ---------- | ---------- | ------- | ------- | -------- | -------- | -------- | -------- | ------- | ------- | ------- | ------- | ------ | ------ | ------ |
| 21     | США (USA)             |            |            | 1          |         |         |          |          | 1        | 2        |         | 4       | 5       | 8       | 6      | 14     | 1      |
| 15     | Чехія (CZE)           |            | 3          |            |         |         |          |          |          |          | 2       | 1       | 4       | 5       | 6      | 9      | 0      |
| 10     | Польща (POL)          | 2          |            |            |         |         | 2        |          | 2        |          | 2       | 2       |         |         | 8      | 2      | 0      |
| 10     | Австралія (AUS)       | 1          |            | 1          |         |         |          |          |          | 1        | 1       | 2       |         | 4       | 2      | 7      | 1      |
| 9      | Франція (FRA)         |            | 1          | 1          | 1       |         |          |          | 1        |          |         |         | 2       | 3       | 4      | 4      | 1      |
| 6      | Бельгія (BEL)         |            |            |            |         | 1       |          |          |          |          |         | 1       | 1       | 3       | 1      | 5      | 0      |
| 6      | Німеччина (GER)       |            |            |            |         |         |          | 1        |          |          |         |         | 2       | 3       | 2      | 4      | 0      |
| 6      | Бразилія (BRA)        |            |            |            |         |         |          |          |          | 1        |         | 1       | 2       | 2       | 2      | 4      | 0      |
| 4      | Японія (JPN)          |            |            | 1          |         |         |          |          |          |          |         |         |         | 3       | 0      | 3      | 1      |
| 4      | Канада (CAN)          |            |            |            |         |         |          | 1        |          |          |         | 1       | 1       | 1       | 1      | 3      | 0      |
| 4      | КНР (CHN)             |            |            |            |         |         |          | 1        |          |          |         | 1       | 1       | 1       | 1      | 3      | 0      |
| 4      | Україна (UKR)         |            |            |            |         |         |          |          |          | 1        |         |         |         | 3       | 0      | 4      | 0      |
| 3      | Казахстан (KAZ)       | 1          |            |            |         |         |          |          |          |          |         | 1       |         | 1       | 1      | 2      | 0      |
| 3      | Румунія (ROU)         |            |            |            |         |         |          |          | 1        |          |         |         | 2       |         | 3      | 0      | 0      |
| 3      | Латвія (LAT)          |            |            |            |         |         |          |          |          | 1        | 1       |         |         | 1       | 1      | 2      | 0      |
| 2      | Туніс (TUN)           |            |            |            |         |         | 1        |          |          |          | 1       |         |         |         | 2      | 0      | 0      |
| 2      | Мексика (MEX)         |            |            |            |         |         |          | 1        |          |          |         | 1       |         |         | 0      | 2      | 0      |
| 2      | Іспанія (ESP)         |            |            |            |         |         |          |          |          |          | 1       |         |         | 1       | 1      | 1      | 0      |
| 2      | Росія (RUS)           |            |            |            |         |         |          |          |          |          |         | 2       |         |         | 0      | 2      | 0      |
| 2      | Сербія (SRB)          |            |            |            |         |         |          |          |          |          |         | 1       |         | 1       | 0      | 2      | 0      |
| 2      | Словенія (SLO)        |            |            |            |         |         |          |          |          |          |         | 1       |         | 1       | 0      | 2      | 0      |
| 1      | Естонія (EST)         |            |            |            |         |         |          |          |          |          | 1       |         |         |         | 1      | 0      | 0      |
| 1      | Швейцарія (SUI)       |            |            |            |         |         |          |          |          |          | 1       |         |         |         | 1      | 0      | 0      |
| 1      | Нідерланди (NED)      |            |            |            |         |         |          |          |          |          |         | 1       |         |         | 0      | 1      | 0      |
| 1      | Хорватія (CRO)        |            |            |            |         |         |          |          |          |          |         |         | 1       |         | 1      | 0      | 0      |
| 1      | Єгипет (EGY)          |            |            |            |         |         |          |          |          |          |         |         | 1       |         | 1      | 0      | 0      |
| 1      | Італія (ITA)          |            |            |            |         |         |          |          |          |          |         |         | 1       |         | 1      | 0      | 0      |
| 1      | Білорусь (BLR)        |            |            |            |         |         |          |          |          |          |         |         |         | 1       | 0      | 1      | 0      |
| 1      | Грузія (GEO)          |            |            |            |         |         |          |          |          |          |         |         |         | 1       | 0      | 1      | 0      |
| 1      | Велика Британія (GBR) |            |            |            |         |         |          |          |          |          |         |         |         | 1       | 0      | 1      | 0      |
| 1      | Угорщина (HUN)        |            |            |            |         |         |          |          |          |          |         |         |         | 1       | 0      | 1      | 0      |
| 1      | Індонезія (INA)       |            |            |            |         |         |          |          |          |          |         |         |         | 1       | 0      | 1      | 0      |
| 1      | Нова Зеландія (NZL)   |            |            |            |         |         |          |          |          |          |         |         |         | 1       | 0      | 1      | 0      |

## Завершили кар'єру
Тенісистки, які були у першій сотні одиночного або парного рейтингу і оголосили про завершення кар'єри 2022 року:

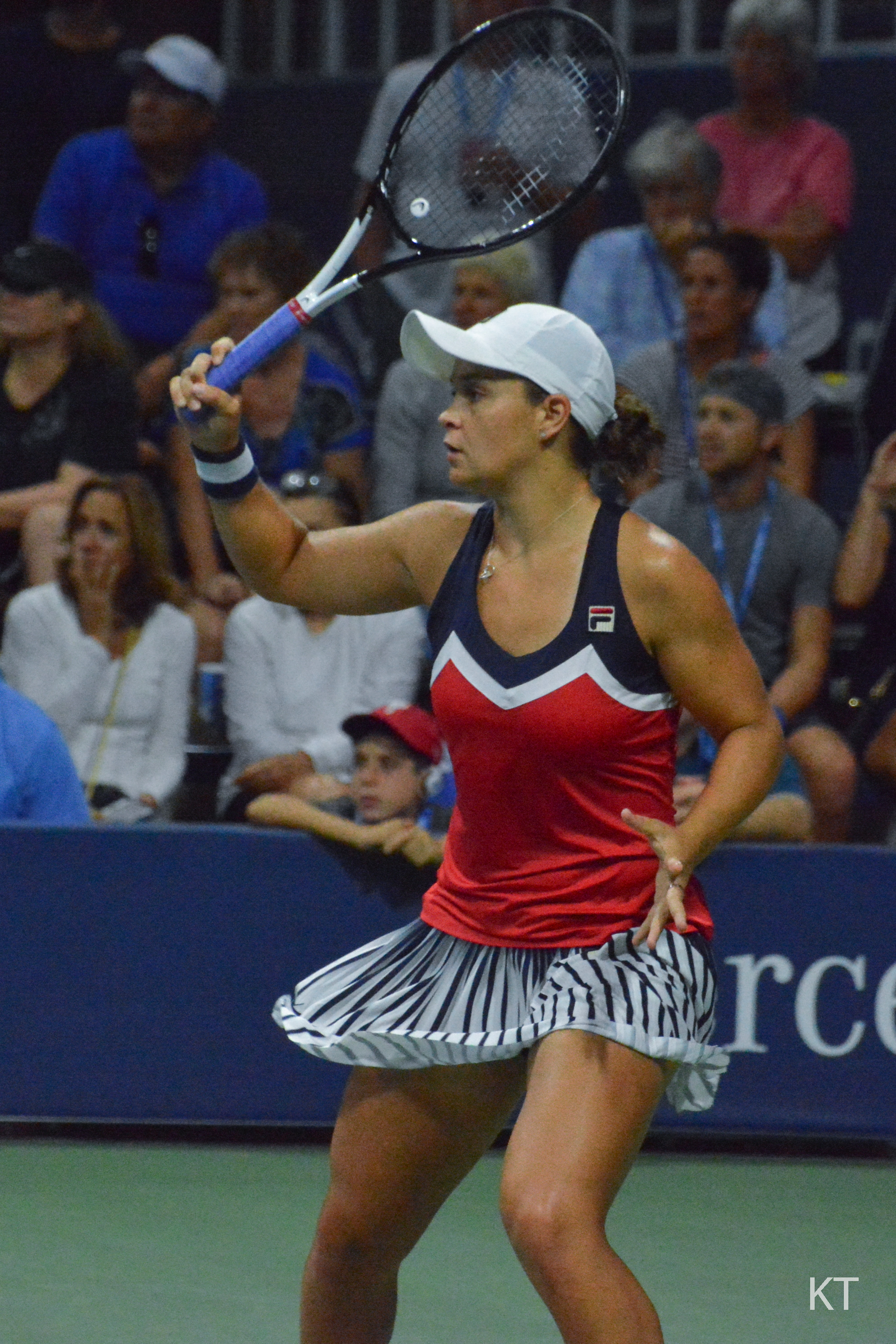
Ешлі Барті, актуальна №1 рейтингу і чемпіонка Australian Open оголосила про завершення кар'єри.

- Крісті Ан (нар. 15 червня 1992)[8]
- Лара Арруабаррена (нар. 20 березня 1992, Толоса, Іспанія)[9][10]
- Ешлі Барті (нар. 24 квітня 1996, Іпсвіч, Австралія)[11]
- Кетрін Белліс (нар. 8 квітня 1999, Сан-Франциско)[12]

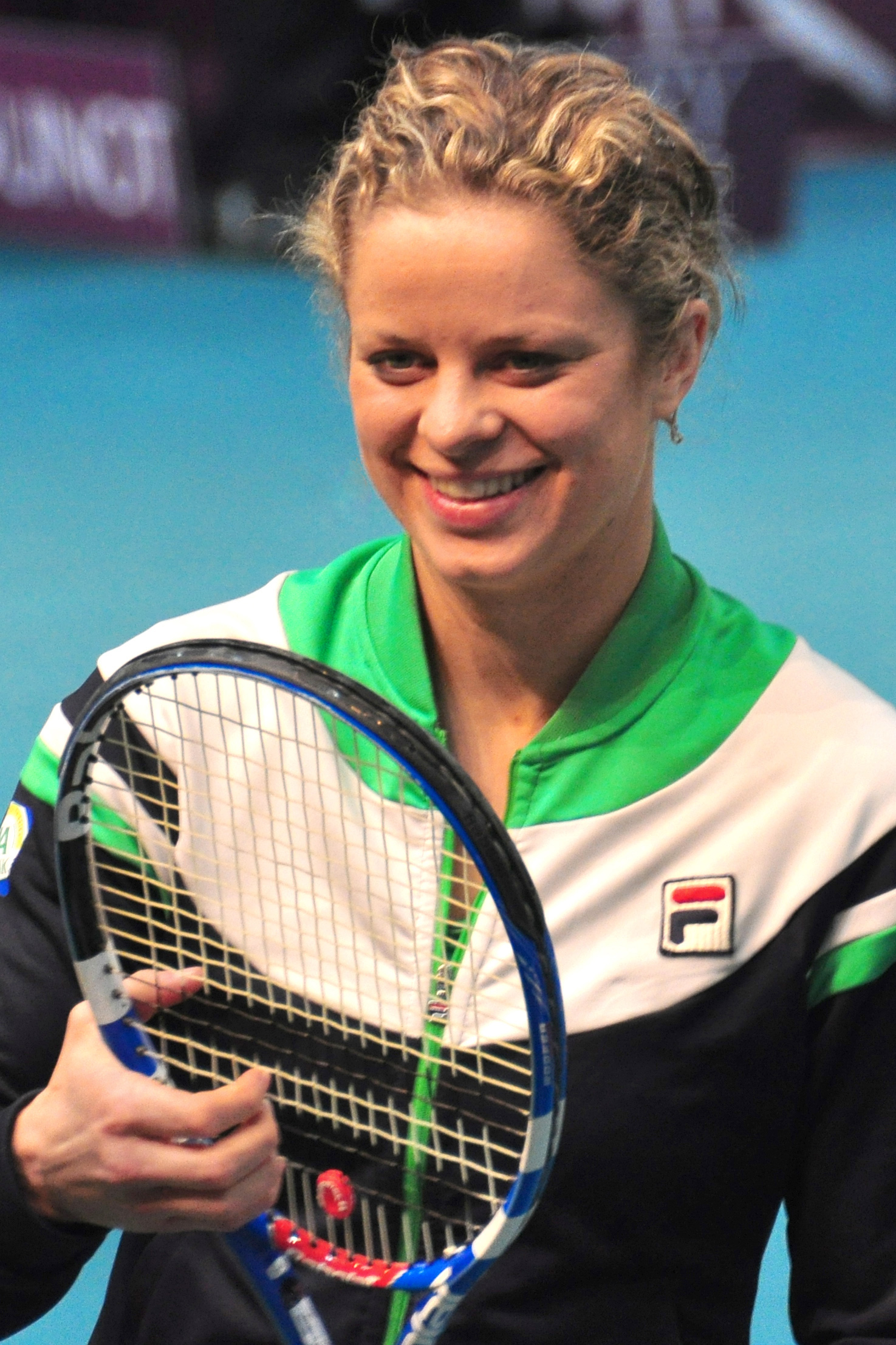
Колишня №1 рейтингу Кім Клейстерс 2022 року втретє оголосила завершення кар'єри.

- Кім Клейстерс (нар. 8 червня 1983, Білзен, Бельгія)[13]
- Луціє Градецька (нар. 21 травня 1985, Прага, Чехословаччина)[14][15]
- Єлена Янкович (нар. 28 лютого 1985, Белград, Югославія)[16]
- Пауля Каня-Ходунь[en] (нар. 6 листопада 1992, Сосновець, Польща)[17]
- Крістіна Макгейл (нар. 11 травня 1992, Тінек (Нью-Джерсі))[18][10]
- Менді Мінелла (нар. 22 листопада 1985, Еш-сюр-Альзетт, Люксембург)[19]
- Нара Курумі (нар. 30 грудня 1991, Осака, Японія)[10]
- Одзакі Ріса[en] (нар. 10 квітня 1994, Кобе, Японія)[20]
- Пен Шуай (нар. 8 січня 1986, Сянтань, КНР)[21]
- Квета Пешке (нар. 9 липня 1975, Біловець, Чехословаччина)[22]
- Андреа Петкович (нар. 9 вересня 1987, Тузла, Югославія)[23][24]
- Моніка Пуїг (нар. 27 вересня 1993, Сан-Хуан)[25][26]
- Лора Робсон (нар. 21 січня 1994, Мельбурн, Австралія)[27]
- Андреа Сестіні Главачкова (нар. 10 серпня 1986, Пльзень, Чехословаччина)[28]
- Іпек Сойлу (нар. 15 квітня 1996, Адана, Туреччина)[29]
- Катарина Среботнік (нар. 12 березня 1981, Словень Градець, Югославія)[30]
- Штефані Феґеле (нар. 10 березня 1990, Лойггерн, Швейцарія)[31]
- Анастасія Севастова[32]
- Олена Весніна [джерело?]

## Неактивні
- Чжен Сайсай
- Шерон Фічмен
- Дуань Їнїн

## Повернулись
- Яніна Вікмаєр (нар. 20 жовтня 1989, Лір): [33]
- Євгенія Родіна

## Виноски
1. 1 2 3 4  Розрізняються за очками:
  - 1000 очок (WTA 1000; обов'язкові)
  - 900 очок (WTA 1000; необов'язкові)
  - 470 очок (WTA 500)
  - 280 очок (WTA 250)
2. 1 2 3 4 5 6 7 8 9 10  1 березня 2022, WTA оголосило, що гравцям з Білорусі та Росії не буде дозволено грати під назвою та прапором їхніх країн через російське вторгнення в Україну.[7]
3. ↑  З 1 березня, титули російських гравчинь не враховуються в заліку країни
4. ↑  З 1 березня, титули білоруських гравчинь не враховуються в заліку країни.